# آشپزی پراناکان
آشپزی پراناکان (به انگلیسی: Peranakan cuisine) به پراناکان‌ها، نسلی از مهاجران اولیه چینی که در پنانگ، ایالت ملاکا، سنگاپور و اندونزی ساکن شدند، و با مالایی‌های محلی ازدواج نمودند، تعلق دارد. در دادوستد و زبان کریول، یک خانم پراناکانی به عنوان یک نونیا (نیونیا هم گفته می‌شود) و یک آقای پراناکنی به عنوان یک بابا شناخته می‌شود. این سبک آشپزی ترکیبی از آشپزی چینی، آشپزی مالایی، آشپزی جاوه ای، آشپزی جنوب هند و دیگر تأثیرات است.

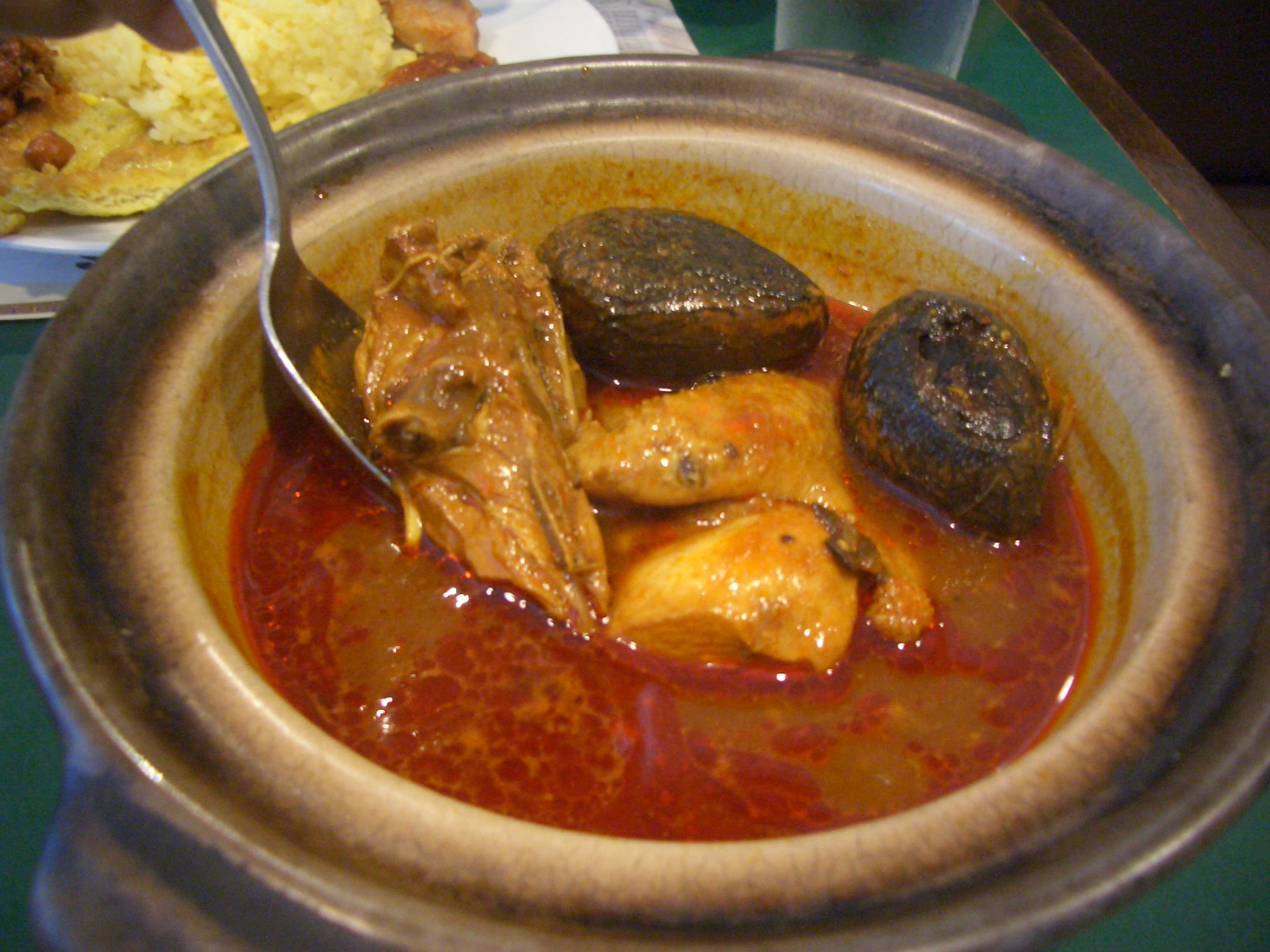
یک نوع غذای پراناکان

## نمای کلی
دست پخت نیونیا نتیجه ای از آمیختن مخلفات چینی و ادویه‌های متنوع ممتاز و روش پخت و پزی که توسط جامعه مالایی–اندونزیایی مورد استفاده قرار می‌گیرد، است. این موجب می‌شود که سبک پراناکان به غذای مالایی–اندونزی که بدینسان دارای مزه تند، معطر، پرادویه و گیاهی است، تعبیر شود. در مواردی، پراناکان‌ها آشپزی مالایی رو به عنوان بخشی از سلیقه مد نظر خود پذیرفته‌اند.

## فهرست غذاهای نیونیا
- آچار، سبزیجات و خوراکی‌های ترشی نظیر آچار کیت–لاه (لیمو ترش عسلی/ پرتقال زینتی)، آچار هو (ماهی سرخ شده)، آچار کیام هو (ماهی نمکی)، آچار تیمون (خیار)، آچار آوات (مخلوط سبزیجات).
- آپام بالیک یا ترانگ بولان، نانی شبیه نان پف کرده است که دارای شکر، ذرت و ذرات بزرگ فندق در وسط آن است.
- آسام لاکسا، سوپی بر پایه نودل است که از یک پیاله نودل برنج سفید نیمه شفاف پخته آل دنته که درون سوپ تندی که از ماهی (به‌طور معمول ماهی خال خالی)، تمر هندی و پرسیکاریا ادراتا تهیه شده است، قرار گرفته و مصرف می‌شود.